# Budapesti AK
Budapesti AK, kurz BAK, war ein ungarischer Fußballverein aus Budapest. Er spielte insgesamt 13 Jahre in der ersten ungarischen Liga, der Nemzeti Bajnokság.

## Geschichte
Der Budapesti Athletikai Klub (deutsch Athletik-Klub Budapest) wurde im Jahr 1900 gegründet. Im Jahr 1905 stieg er in die erste ungarische Liga, die Nemzeti Bajnokság, auf. Dieser gehörte der Verein ununterbrochen bis zur Saison 1920/21 an. Im Jahr 1910 hatte er mit dem Csepeli Athletikai Club fusioniert und spielte eine Saison als Budapest-Csepeli AK. Sein bestes Ergebnis konnte er mit einem dritten Platz in der Spielzeit 1911/12 erzielen. Nach dem Abstieg gelang es dem Klub nicht, in die erste Liga zurückzukehren. Nach Gründung der ungarischen Profi-Liga im Jahr 1926 spielte der BAK zunächst als Budapesti Atlétikai Klub FC, ab 1928 als Budapesti Atlétikai Klub TK in der zweiten Profi-Liga. Im Jahr 1934 musste er absteigen. Im Jahr 1947 löste der Verein sich auf.